# Klepec
Klepec je 2743. priimek po pogostosti v Sloveniji. Najbolj je značilen za jugovzhodno Slovenijo, kjer je največja koncentracija tega priimka v Sloveniji. Večina drugih Klepcev živi raztepenih drugod po Sloveniji, nekaj pa tudi po Hrvaškem, zlasti v hrvaškem Zagorju. Tam so oblasti že v začetku leta 1991 pričele z doslednim preimenovanjem v varianto Klepac, kar je razvidno tudi iz dostopnih dokumentov.

## Pomen in etimologija
Klepec dobesedno pomeni kladivce za klepanje kose ali srpa v kompletu s posebej prirejenim trinožnikom z malim nakovalcem. 

V prenesenem pomenu pomeni klepetavega, zgovornega človeka.

## Različice
Različica priimka Klepec je priimek Klepac, najbrž nastala iz prepisne napake pri prepisu urbarjev, krstnih ali zemljiških knjig. Pri pisanju v rokopisni obliki so si črke e, a in o zelo podobne. Podobna rokopisna napaka je tudi pri bratih Avsenik/Ovsenik, nastala med nemško okupacijo.

## Mitologija
Osilnice se drži naziv Dežela Petra Klepca. Uporabljen je bil tudi v mitu o Petru Klepcu, ki je bil literarni navdih mnogim slovenskim ustvarjalcem.

## Znani nosilci priimka
- Dušan Klepec, alpinist, plezalec
- Josip Klepec (1887?–1938), pravnik, politik, narodni prosvetni delavec, Sokol
- Martin Klepec (*1986), kolesar
- Matjaž Klepec, psevdonim Nikolaja Jeločnika
- Peter Klepec (*1966), filozof
- Slavko Klepec (psevdonim), "Zbirka slovenskih citatov in aforizmov" (1910)
- Stane Klepec, jamar